# 文艺复兴中心
文艺复兴中心（Renaissance Center，亦称：GM Renaissance Center、RenCen）是美国密歇根州底特律的七座摩天大楼的统称，位于底特律市中心河畔。这七座摩天大楼均属通用汽车所有，为其总部大楼，而七座大楼中心是文艺复兴中心底特律万豪酒店（Detroit Marriott at the Renaissance Center），为西半球第三高的酒店。自1977年完工以来，这栋酒店大楼一直保持着底特律最高建筑的头衔。

## 历史
这些大楼最初由福特汽车公司出资建造，1996年通用汽车出资将其买下。2004年又花了5亿美元来重新装修。

## 扩展阅读
- Desiderio, Francis. . Michigan Historical Review. Spring 2009, 35 (1): 83–112  [2019-01-13]. ISSN 0890-1686. （原始内容存档于2019-06-10）.
- Fisher, Dale. . Grass Lake, MI: Eyry of the Eagle. 2003. ISBN 1-891143-24-7.
- Poremba, David Lee. . Making of America. Charleston, SC: Arcadia. 2003. ISBN 0-7385-2435-2.
- Thomas, June Manning. . Baltimore: Johns Hopkins University Press. 1997.
- Woodford, Arthur M. . Detroit: Wayne State University Press. 2001. ISBN 0-8143-2914-4.